# 沙湾飘色
沙灣飄色为發源於番禺縣沙灣鎮一帶的飄色巡遊，是戲劇、雜技和裝飾造型工藝的匯合。飄色遊行，多在神誕、節慶舉行。

## 起源
沙灣飄色巡遊起源於1860年代太平天國敗亡後，清政府一度禁止粵劇，於是廣東省广州沙灣居民就以戲曲人物的造型巡遊而不唱戲，當時此活動又稱賽色。其後此活動流傳到佛山，於每年秋收後舉行作為慶祝。。
另一種起源說法是，明代沙灣人李路遠在雲南任將官時當地解決糾紛，獲當地人贈北帝像，被其帶回沙灣，此後每年三月初三北帝誕辰之日，村人都會抬著北帝像出遊，同時配合書會及舞龍、飄色等助慶，飄色從而成形。

## 外部連結
- 沙灣飄色：美哉斯景 （页面存档备份，存于），中國評論通訊社 （页面存档备份，存于），2006年12月8日